# Первое очарование
«Первое очарование» или «Неудачник из Бомбея» (хинди पहला नशा, Pehla Nasha) — индийский фильм, снятый режиссёром-дебютантом Ашутошем Говарикером и вышедший в прокат 13 августа 1993 года. Картина является ремейком американского триллера «Двойник тела» (1984). Главные роли исполнили Дипак Тиджори, Пуджа Бхатт, Равина Тандон и Пареш Равал. Также в фильме в качестве приглашенных звезд появились Шахрух Хан, Аамир Хан, Джухи Чавла, Саиф Али Хан, а также начинающие актеры Судеш Берри и Рахул Рой. «Первое очарование» — первый и единственный фильм, где Шахрух и Аамир Ханы снялись вместе.
Фильм не имел успеха в прокате, а также был низко оценён критикой.

## Сюжет
Дипак Бакши, молодой человек без гроша в кармане и страдающий клаустрофобией, мечтает стать актёром. И вот, наконец, его приглашают в кино на главную роль, однако, он теряет работу в первый же день из-за боязни сниматься в закрытом пространстве. Чтобы как-то выжить, Дипак устраивается работать сторожем в многоэтажном доме. Однажды он через телескоп видит, как в соседнем здании нападают на женщину. Придя на помощь, герой сам становится подозреваемым в убийстве…

## В ролях
- Дипак Тиджори — Дипак Бакши
- Равина Тандон — Авантика
- Пуджа Бхатт — Моника
- Шамми — домовладелица
- Пареш Равал — инспектор Мазумдар
- Джалал Агха — Махеш Ахуджа
- Джаянт Крипалани — друг Дипака
- Амин Хаджи — Джон
- Карим Хаджи — Джек

## Песни
| № | Оригинальное название        | Исполнитель(ница)            |
| - | ---------------------------- | ---------------------------- |
| 1 | «Aaj Raat Bas Mein (Part 1)» | Аша Бхосле                   |
| 2 | «Aaj Raat Bas Mein (Part 2)» | Аша Бхосле                   |
| 3 | «Mr. Zero Ban Gaya Hero»     | Раджив Мехра, Винод Ратход   |
| 4 | «Nadiya Kinare»              | Винод Ратход                 |
| 5 | «Pyar Ki Raat»               | Винод Ратход                 |
| 6 | «Tu Hai Haseena»             | Винод Ратход                 |
| 7 | «Tum Kiss Liye Ho Bekarar»   | Садхана Саргам, Винод Ратход |